# Návsí (Nawsie)
Návsí (Nawsie) – stacja kolejowa w Nawsiu, w kraju morawsko-śląskim, w Czechach. Znajduje się na wysokości 380 m n.p.m.

## Historia
Stacja kolejowa została otwarta w 1871 roku. Powstała ona w Nawsiu gdyż włodarze pobliskiego Jabłonkowa nie zgodzili się na budowę kolei Koszycko-Bogumińskiej w ich mieście. Mimo tego, od początku swego istnienia, stacja miała w nazwie Jabłonków. Dworzec kolejowy otwarto 6 listopada 1893 roku po rozbudowie stacji. Dawniej kursowały pociągi towarowe z transportem drewna. Podczas elektryfikacji linii w latach 60. XX w. zostały zbudowane nowe betonowe perony zamiast dawnych peronów ziemnych oraz otwarto kładkę nad torami. W 2009 roku została przeprowadzona modernizacja stacji podczas której wybudowano przejście podziemne z windą dla osób poruszających się na wózkach, zmodernizowano tory, dworzec kolejowy oraz zlikwidowano kładkę nad torami. Na dworcu budynku stacji czynna jest kasa biletowa, przechowalnia bagażu i rowerów, restauracja oraz kiosk. Pomimo że gmina Nawsie odłączyła się od Jabłonkowa w 1994 roku, zmiana nazwy stacji nastąpiła dopiero w 2010 roku. Stacja posiada dwujęzyczną nazwę, gdyż ponad 10% mieszkańców gminy to przedstawiciele mniejszości polskiej.